# أفرومان
جوزيف فورمان (بالإنجليزية: Afroman) اشتهر باسمه الفني أفرومان هو مغني راب وعازف غيتار من هاتيزبرق، مسيسبي. ولد في 28 يوليو عام1974 في بالمديل، كاليفورنيا

## روابط خارجية
- أفرومان على موقع IMDb (الإنجليزية)
- أفرومان على موقع ميوزك برينز (الإنجليزية)
- أفرومان على موقع أول ميوزيك (الإنجليزية)
- أفرومان على موقع ديسكوغز (الإنجليزية)